# Themes From A Rainy Decade
Themes From A Rainy Decade es un álbum publicado por Richard Bennett.

## Canciones
Todas las canciones compuestas por Richard Bennett.
1. Riviera
2. Autumn's Affair
3. Ashes
4. The Proud and Profane
5. Dinámico
6. Aquanetta
7. The Flaming Palomino
8. Blue At Best
9. Hawkins Street
10. Underworld
11. A Face No More
12. Castaway

## Músicos
Richard Bennett - Guitarra. 

George Bradfute - Bajo.

Paul Burch - Vibráfono.

Al Casey - Guitarra. 

Chad Cromwell - Batería.

Dave Hoffner - Teclados.

Phil Lee - Batería.

Garry Talent - Bajo.

Craig Wright - Batería.

Glenn Worf - Bajo.

Reese Wynans - Teclados.

## Datos técnicos
Productor: Richard Bennett

Grabado y mezclado por George Bradfute en Tone Chaparral Studio (Tennessee)

Masterizado por Jonathan Russell

Editado por Eric Conn en Georgetown Masters

Diseño: Linsey Sieger

Fotografías: Nick Bennett
- Datos: Q7781256